# Réticence dolosive
La réticence dolosive ou dol par réticence est l'omission volontaire par une personne d'un fait qu'elle a obligation de révéler. Parfois assimilée à un dol civil, c'est une cause de nullité du contrat.

## Droit français
En droit français, l'article 1137 alinéa 2 du Code civil définit la réticence dolosive comme la «dissimulation intentionnelle par l'un des contractants d'une information dont il sait le caractère déterminant pour l'autre partie»: 

« Le dol est le fait pour un contractant d'obtenir le consentement de l'autre par des manœuvres ou des mensonges.
Constitue également un dol la dissimulation intentionnelle par l'un des contractants d'une information dont il sait le caractère déterminant pour l'autre partie.
Néanmoins, ne constitue pas un dol le fait pour une partie de ne pas révéler à son cocontractant son estimation de la valeur de la prestation. »

## Droit québécois
En droit québécois, le dol par réticence est prévu au second alinéa de l'article 1401 du Code civil du Québec : 

« L’erreur d’une partie, provoquée par le dol de l’autre partie ou à la connaissance de celle-ci, vicie le consentement dans tous les cas où, sans cela, la partie n’aurait pas contracté ou aurait contracté à des conditions différentes.
Le dol peut résulter du silence ou d’une réticence. »